# تصنيف بلتيمور

تصنيف بلتيمور هو نظام يستخدم لتصنيف الفيروسات بناءً على طريقة اصطناع الرنا المرسال. من خلال ترتيب الفيروسات بناءً على طريقة إنتاجها للرنا المرسال، يمكن دراسة الفيروسات التي تتصرف بشكل مشابه كمجموعة متميزة. وضع تصنيف بلتيمور سبع مجموعات تأخذ في الاعتبار ما إذا كان الجينوم الفيروسي مكون من الحمض النووي الريبوزي منقوص الأكسجين (دنا) أو الحمض النووي الريبوزي (رنا)، وما إذا كان الجينوم (المجموع المورثي) مفرد أو مزدوج السلسلة، وما إذا كان اتجاه جينوم الحمض النووي الريبوزي مفرد السلسلة موجب أو سالب.
يتوافق تصنيف بلتيمور أيضًا مع طريقة تضاعف الجينوم، لذلك، يعد تصنيف بلتيمور مفيدًا لتجميع الفيروسات مع بعضها اعتمادًا على عمليتي النسخ والتضاعف. ترتبط موضوعات معينة تتعلق بالفيروسات بمجموعات بلتيمور المتعددة، مثل الأشكال المحددة لترجمة الرنا المرسال ومجال عوائل الأنواع المختلفة من الفيروسات. لا ترتبط الخصائص البنيوية مثل شكل القفيصة الفيروسية، التي تحوي الجينوم الفيروسي، والتاريخ التطوري للفيروسات بالضرورة بمجموعات بلتيمور.
وُضع تصنيف بلتيمور في عام 1971 من قبل عالم الفيروسات ديفيد بلتيمور. منذ ذلك الحين، أصبح من الشائع بين علماء الفيروسات استخدام تصنيف بلتيمور بالإضافة إلى تصنيف الفيروسات القياسي، والذي يعتمد على التاريخ التطوري. في عامي 2018 و2019، دُمج تصنيف بلتيمور جزئيًا ضمن تصنيف الفيروسات القياسي بناءً على الدليل القائل إن مجموعات معينة تنحدر من أسلاف مشتركة. توجد العديد من العوالم والممالك والشعب الآن ضمن مجموعات محددة في تصنيف بلتيمور.

## لمحة عامة
يجمع تصنيف بلتيمور الفيروسات مع بعضها بناءً على طريقة اصطناع الرنا المرسال. تشمل الخصائص المرتبطة بذلك ما إذا كان الجينوم مؤلفًا من الحمض النووي الريبوزي منقوص الأكسجين (دنا) أو الحمض النووي الريبوزي (رنا)، وتقطيع الجينوم الذي يمكن أن يكون إما مفرد أو مزدوج السلسلة، واتجاه الجينوم مفرد السلسلة، وهو إما موجب أو سالب. الميزة الأساسية لتصنيف بلتيمور هي أنه من خلال تصنيف الفيروسات وفقًا للخصائص المذكورة أعلاه، يمكن دراسة الفيروسات التي تتصرف بنفس الطريقة كمجموعات متميزة. هناك سبع مجموعات لبلتيمور مرقمة بالأرقام الرومانية.
- المجموعة الأولى: فيروسات دنا مزدوج السلسلة
- المجموعة الثانية: فيروسات دنا مفرد السلسلة
- المجموعة الثالثة: فيروسات رنا مزدوج السلسلة
- المجموعة الرابعة: فيروسات رنا مفرد السلسلة موجب الاتجاه
- المجموعة الخامسة: فيروسات رنا مفرد السلسلة سالب الاتجاه
- المجموعة السادسة: فيروسات رنا مفرد السلسلة مع تدخل وسيط من الدنا في دورة حياتها
- المجموعة السابعة: فيروسات دنا مزدوج السلسلة مع تدخل وسيط من الرنا في دورة حياتها

يعتمد تصنيف بلتيمور أساسًا على نسخ الجينوم الفيروسي، وعادةً ما تشترك الفيروسات ضمن كل مجموعة في الطرق التي يحدث بها اصطناع الرنا المرسال. تكون المجموعات منظمة بطريقة تملك فيها الفيروسات في كل مجموعة نفس آليات تضاعف الجينوم الفيروسي، رغم أن ذلك ليس الهدف الرئيسي لتصنيف بلتيمور. لهذا السبب، يوفر تصنيف بلتيمور رؤى ثاقبة لكل من عملتي النسخ والتضاعف ضمن دورة الحياة الفيروسية. لا ترتبط الخصائص البنيوية لجسيم الفيروس، الذي يُسمى فيريون، مثل شكل القفيصة الفيروسية ووجود غلاف فيروسي، وهو غشاء دهني يحيط بالقفيصة، بشكل مباشر بمجموعات بلتيمور، ولا تظهر المجموعات بالضرورة علاقة جينية مبنية على التاريخ التطوري.

## التصنيف

### فيروسات الدنا
تحتوي فيروسات الدنا على جينومات مكونة من الحمض النووي الريبوزي منقوص الأكسجين وهي منظمة في مجموعتين: فيروسات دنا مزدوج السلسلة وفيروسات دنا مفرد السلسلة. صنفت في أربعة عوالم منفصلة: أدنافيريا ودوبلودنافيريا ومونودنافيريا وفاريدنافيريا. ما يزال يجب تصنيف الكثير منها في عوالم.

#### المجموعة الأولى: فيروسات دنا مزدوج السلسلة
تحتوي مجموعة بلتيمور الأولى على فيروسات لها جينوم مؤلف من الدنا مزدوج السلسلة. تصطنع جميع فيروسات الدنا مزدوج السلسلة الرنا المرسال في عملية مؤلفة من ثلاث خطوات. أولًا، يرتبط مجمع النسخ المسبق بالدنا مع اتجاه الموقع الذي يبدأ فيه النسخ، ما يسمح باستخدام بوليميراز الرنا للعائل. ثانيًا، عندما يبدأ بوليميراز الرنا بالعمل، يستخدم السلسلة السالبة كقالب لاصطناع سلاسل الرنا المرسال. ثالثًا، ينهي بوليميراز الرنا عملية النسخ عند الوصول إلى إشارة محددة، مثل موقع التذييل بعديد الأدينيلات.

#### المجموعة الثانية: فيروسات دنا مفرد السلسلة
تحتوي مجموعة بلتيمور الثانية على فيروسات لها جينوم مؤلف من دنا مفرد السلسلة. تملك فيروسات الدنا مفرد السلسلة نفس طريقة النسخ التي تعتمدها فيروسات الدنا مزدوج السلسلة. نظرًا لأن الجينوم مفرد السلسلة، يجب أولًا تحويله إلى شكل مزدوج السلسلة بواسطة بوليميراز الدنا عند دخوله خلية العائل. ثم يتم اصطناع الرنا المرسال من النموذج مزدوج السلسلة. قد يتشكل النموذج مزدوج السلسلة لفيروسات الدنا مفرد السلسلة إما مباشرةً بعد الدخول إلى الخلية أو كنتيجة لتضاعف الجينوم الفيروسي. تتضاعف فيروسات الدنا مفرد السلسلة حقيقية النوى ضمن النواة.

### فيروسات الرنا
تحتوي فيروسات الرنا على جينومات مكونة من الحمض النووي الريبي (رنا) وتتألف من ثلاث مجموعات: فيروسات رنا مزدوج السلسلة، وفيروسات رنا مفرد السلسلة موجب الاتجاه، وفيروسات رنا مفرد السلسلة سالب الاتجاه. تصنف غالبية فيروسات الرنا ضمن مملكة الأورثورنافيرا في عالم الريبوفيريا. تشمل الاستثناءات بشكل عام أشباه الفيروسات والعوامل الفرعية الفيروسية. تُصنف بعض فيروسات الفئة الأخيرة، مثل التهاب الكبد الفيروسي د، ضمن عالم الريبوزيفيريا.

#### المجموعة الثالثة: فيروسات رنا مزدوج السلسلة
تحتوي مجموعة بلتيمور الثالثة على فيروسات لها جينوم مؤلف من رنا مزدوج السلسلة. بعد دخول خلية العائل، يُنسخ جينوم الرنا مزدوج السلسلة إلى رنا مرسال من السلسلة السالبة بواسطة بوليميراز الرنا المعتمدة على الرنا. يمكن استخدام الرنا المرسال للترجمة أو التضاعف. يتضاعف الرنا المرسال مفرد السلسلة لتشكيل جينوم الرنا مزدوج السلسلة. قد تكون النهاية ′5 مكشوفة أو مغطاة أو مرتبطة ببروتين فيروسي برابطة تساهمية.

#### المجموعة الرابعة: فيروسات رنا مفرد السلسلة موجب الاتجاه
تحتوي مجموعة بالتيمور الرابعة على فيروسات لها جينوم مؤلف من الرنا مفرد السلسلة موجب الاتجاه. بالنسبة لهذه الفيروسات، يؤدي الجينوم دور الرنا المرسال، لذلك لا ضرورة لعملية النسخ لإتمام الترجمة. مع ذلك، ستنتج فيروسات الرنا مفرد السلسلة موجب الاتجاه أيضًا نسخًا موجبة الاتجاه من السلاسل سالبة الاتجاه لجينوم وسيط من الرنا مزدوج السلسلة. تعوض هذه العملية عن عمليتي النسخ والتضاعف لأن الرنا المنسوخ هو أيضًا رنا مرسال. قد تكون النهاية ′5 مكشوفة أو مغطاة أو مرتبطة ببروتين فيروسي برابطة تساهمية، وقد تكون النهاية ′3 مكشوفة أو متعددة الأدينيلات.